# Yeniçaydurt, Bolu
Yeniçaydurt là một xã thuộc thành phố Bolu, tỉnh Bolu, Thổ Nhĩ Kỳ. Dân số thời điểm năm 2010 là 462 người.